# جرج پرز
جرج پرز (انگلیسی: George Pérez; ۹ ژوئن ۱۹۵۴ – ۶ مهٔ ۲۰۲۲) نویسنده و تصویرگر اهل ایالات متحده آمریکا-پورتوریکو و خالق شخصیت‌های مصور موسوم به «کمیک» بود.
پرز با نقاشی کمیک مجموعه «انتقام‌جویان» برای انتشارات «مارول کامیکس» در دهه ۱۹۷۰ به شهرت رسید و علاوه بر طراحی و تصویرسازی که بیشترین کار مورد علاقه‌اش بود، در نویسندگی هم موفق عمل کرد. او در مجموعه «بحران در زمین‌های بی‌نهایت» در جایگاه هنرمند تصویرساز، و در ادامه برای بازنمایی تازه مجموعه «زن شگفت‌انگیز» در هم در جایگاه نویسنده و هم تصویرگر داستان‌های مصور، حضور یافت.
پرز نویسنده «دی‌سی کامیکس»، در دهه ۱۹۸۰ تصویرگری مجموعه «تایتان‌های نوجوان به‌پیش» را بر عهده داشت و به عرضه مجدد و محبوبیت دوباره «زن شگفت‌انگیز» در سال ۱۹۸۷ کمک فراوانی کرد. او طراح لباس رزمی فوق‌العاده شخصیت ابرشرور «لکس لوتر» در مجموعه «مرد پولادین» نیز بود.
روز شنبه، ۷ مه ۲۰۲۲ بر اثر بیماری سرطان لوزالمعده در سن ۶۷ سالگی در خانه‌شان در سنفورد فلوریدا درگذشت.
وی همچنین برندهٔ جوایزی همچون جایزه اینکپات شده‌است.